# 白鳥雄介
白鳥 雄介（しらとり ゆうすけ、1989年2月16日 - ）は日本の脚本家、演出家、構成作家、俳優。北海道札幌市出身。演劇ユニット「ストスパ」　主宰。株式会社ピタ  所属。

## 来歴
- 北海道札幌北陵高等学校在学中に中学校の同級生とお笑いコンビ「ユニットバス」を結成、第３回・第4回M-1甲子園（全国高等学校お笑い選手権）で決勝（なんばグランド花月）に進出、大会史上初の2年連続ファイナリストになった。その後、お互いの大学進学を機にコンビの活動は消滅。
- 2007年、北海道教育大学札幌校へ進学。[3]
- 2010年、大学3年の冬、CREATIVE OFFICE CUE主催のオーディションに参加し、ワークショップ生として仮所属となる。同年、Takayuki Suzui Project OOPARTS Vol.1『CUT』にエキストラ・スタッフとして参加。
- 2011年、ワークショップ生８人で演劇ユニット「NO LINE」を旗揚げし、3作を上演。[4]
- 2012年、NEXTAGEとしてCREATIVE OFFICE CUEに正式所属、ローカルタレントとして活動を開始、AIR-G’「鈴井貴之 ラジヲの時間」やHBCラジオ「森崎博之のジャンジャンジャンプ！」のアシスタントパーソナリティを務めるなどする。
- 2016年3月31日、CREATIVE OFFICE CUE退所。以降、フリーランスとして活動を継続。
- 2017年5月、活動拠点を東京に移し、脚本家・演出家としての活動を本格化。[5]
- 2018年、演劇ユニット「Stokes/Park（ストークスパーク、現ストスパ）[6] 」立ち上げ。
- 2019年〜2021年までは俳優・制作として演劇ユニット「メロトゲニ」にも参加。
- その他、川尻恵太や小林顕作の演出助手を務めるなど商業舞台にもスタッフとして参加し活動の場を広げる。
- ストスパ作品では、3rd「フゴッペ洞窟の翼をもつ人」で札幌劇場祭Theater Go Round 2022優秀賞受賞[7]　、4th「エゴイズムでつくる本当の弟」でカンゲキ大賞2023 [8]　、名前のない星戯曲賞 [9]の最終候補となる。
- 2023年からはアニメ脚本にも参加している。

## 受賞歴
札幌劇場祭Theater Go Round 2022優秀賞（2022年）

## 主な作品

### 舞台

#### ストスパ
※全作品の脚本・演出
- 1st 「BRIDGE × WORD」（2019年1月、小劇場楽園）出演
- 2nd 「フィルタリング」（2020年2月、OFF OFFシアター）
- 3rd 「フゴッペ洞窟の翼をもつ人」（2022年7月、小劇場楽園 / 11月、演劇専用小劇場BLOCH）
- 4th 「エゴイズムでつくる本当の弟」（2023年7月、小劇場B1）
- 5th 「キロキロ」（2025年2月、「劇」小劇場）

#### 外部公演
2016年
- Paingsoe Partizan 03「DUST BOX RUNNER」（2演劇専用小劇場BLOCH）脚本・演出・出演

2017年
- ELEVEN NINES「分泌指南」オムニバス脚本（演劇専用小劇BLOCH）
- 遊戯祭17「それを聴いたとき、」（生活文化型支援施設コンカリーニョ）脚本
- メロトゲニ「THE JOURNEY-909DAYS-」（qualite）オムニバス脚本・演出・出演
- Paingsoe Partizan 04「W-W-W」（演劇専用小劇BLOCH）脚本・演出・出演

2018年
- Selection Theaterベニバラ兎団SIDE久下恭平独り芝居「ヒューマンライクダミーの行く先」（四谷天窓comfort）脚本
- ベニバラ兎団 Recitation drama vol.1「パンプキン・ポット・マジック」（コフレリオ新宿シアター）脚本

2019年
- メロトゲニ「THE JOURNEY-1270DAYS-」（qualite）オムニバス脚本・演出・出演
- 山口ちはるプロデュース vol.28「W PLAY」（シアター711）脚本・演出
- ベニバラ兎団 vol.26「追憶 SUNSETLOOP」（キンケロシアター） オムニバス脚本

2020年
- 扉座 大人サテライト公演『イースト・すみだ・ストーリー2』（すみだパークギャラリーささや）オムニバス脚本

2021年
- 「元号男子」 （大手町三井ホール）演出（脚本：川尻恵太）
- 「笑ゥせぇるすまん THE STAGE」 （ステラーボール）脚本
- 「FAKE MOTION -THE SUPER STAGE-」（ステラーボール）脚色
- 円神プロデュース公演 Vol.1「幕末バトルサークル」（COOL JAPAN PARK TT ホール）演出
- ナポリの男たちch特別回 「舞台・ナポリの男たち」（ヒューリックホール東京）脚本・演出
- ベニバラ兎団 vol.27「STARGAZER」（六行会ホール）脚本

2022年
- APOFES2022「みっつ」（APOC THEATER）脚本・演出
- 舞台「アクダマドライブ」（ステラーボール）脚本
- AKB48 Team8「KISS8」（銀河劇場）オムニバス脚本
- 舞台「sequence」（六行会ホール）脚本
- リーディックシアター「THE∞×Family team.Fight」（恵比寿ザ・ガーデンホール）演出
- アイヌ舞踊劇 「ユニ」 （ゆにガーデン）脚本

2023年
- ラポラポラ「深々とフチへ、淵へ」（小劇場B1）脚本
- ≒JOY☆FAIRY LIVE STAGE「ミルモでポン！」（品川プリンスホテルクラブeX）演出

2024年
- 「カリスマdeステージ〜おかえり！カリスマハウス〜」 （ステラーボール）演出
- MIXZONE×ストスパ 「MY ROOM IS MINE!!」 （9月、小劇場B1）脚本・演出
- 「超ハジケステージ☆ボボボーボ・ボーボボ」 （シアター1010）演出
- kimagure studio 朗読劇 「すっぴん2024」 （すみだパークシアター倉）演出

2025年
- 舞台「どうせ、恋してしまうんだ。」（MILANO-Za / TTホール）演出補
- 「池袋サンシャイン座長フェスティバル」（サンシャイン劇場）脚本

### アニメ
- テレビ東京 「冒険大陸アニアキングダム」　各話脚本・原作協力
- テレビ東京「ひみつのアイプリ」各話脚本
- Youtube「冒険大陸アニアキングダム〜伝説のガーディアン編〜」各話脚本

### テレビ
- NHK Eテレ「ビットワールド」内「ミュージカル名作くんといっしょ」（2021年）演技指導
- フジテレビ「Jリーグ大好き芸人集結!ルヴァンカップ名場面ランキング!」（2022年）構成

### ラジオ
- STVラジオ「なまらぶ♡」（2019年〜2022年）構成サブ
- Abema「楠木ともりのきららファンタジアラジオ」（2018年〜2022年）構成
- ベルガモ「ル美子さん ちゃーみんぐ」（2022年）構成

### Youtube
- マイナビ転職チャンネル「転職あるある」「お仕事あるある」シリーズ 脚本
- この指とーまれ!丸井グループ「マルイあるある」シリーズ 脚本
- ainenne「寝かしつけあるある」脚本
- 「i☆Ris 8th Live Tour 2023～わっしょい!!!!! 直前スペシャル生配信だよ！わっしょいしょ～～～い!!!!!」構成
- 「ahamo Presents i☆Ris 10周年ライブ振り返り生配信～もっと繋がる、ずっと繋がる～」構成
- 「i☆Ris特番10周年Year！ファンアートフェス結果発表&ベストアルバム収録曲大発表スペシャル！」構成
- 「日成アドバンスってどんな会社？」構成
- 「わたし税理士になります！巡回監査士編」全10話脚本

### ライブ（構成）
- きららファンタジア サマーフェスタ（2018年、文京シビックホール 大ホール）構成サブ
- 第1回なまらぶ♡秋の大収穫祭（2019年、STVホール）構成サブ
- きららファンタジア 2nd Anniversary Fes.（2019年、山野ホール）構成サブ
- 第2回なまらぶ♡冬の大収穫祭in東京・大手町（2019年、サンケイプラザ）構成サブ
- なまらぶ♡オンライン大収穫祭（2020年）
- 魔法科高校の劣等生ＳＰイベント～戦慄の来訪者篇～（2021年、TDCホール）構成サブ
- 魔法科高校の優等生ＳＰイベント〜優等生達の放課後〜（2021年、昭島市民会館）構成サブ
- 朗読劇「DIP!どさんこアイドルプロジェクト」（2021年）構成サブ
- なまらぶ♡のうまいっしょ・たのしっしょツアー 2021冬（2021年）構成サブ
- 「実際に初めてお目にかかります。私たちDIPですin東京高円寺」（2021年、スタジオK）構成サブ
- きららファンタジア サマーフェスタ（2022年、ニューピアホール）
- なまらぶ♡大卒業式（2022年、ライブレストラン青山）
- 銀河アリス 6th Anniversary Live -STAND UP!!-（2024年、池袋HUMAXシネマズ）
- GENIChristmas 2024 ～Ho! Ho! Ho! Merry Christmas～（2024年、豊洲PIT）

### その他
- 学研の図鑑LIVE「危険生物 新版」「恐竜 新版」「昆虫 新版」「星と星座 新版」「鉄道 新版」「魚 新版」「人体 新版」「動物 新版」「地球 新版」動画構成[10]

### 演出助手（舞台）
2017年
- 「北斗の拳〜世紀末ザコ伝説〜」

2018年
- 「けものフレンズ」あにてれ×＝LOVEステージプロジェクト
- 「真夜中の弥次さん喜多さん三重」おん・すてーじ
- 「ひらがな男子」
- 「放課後の厨房男子」

2019年
- 「妖怪百鬼夜高等学校」
- 「STRANGE CLAN」theatre PEOPLE PURPLE
- 「けものフレンズ -JAPARI STAGE!-」
- 「放課後の厨房男子〜リターンマッチは恋の味〜」

2020年
- 朗読劇「アフリカのサラリーマン」
- 「放課後の厨房男子〜まかない飯とshall we dance?〜」
- 円神 Debut Stage「nonagon〜始まりの音〜」

2021年
- 「野暮兄弟と小狐ちゃん」
- 「BORN TO DIE」

2022年
- OOPARTS vol.6「D-river」
- SUGARBOY 5th.「大迷惑」
- ワーキング・ステージ「ビジネスライクプレイ２」
- 「パタリロ!」〜ファントム〜
- 「隅田川ヤングロード物語〜嗚呼！そりゃいけねぇぜ〜」

2023年
- 「隅田川ヤングロード物語〜嗚呼！青春はマサラの香り〜」

## 出演歴

### 舞台
2010年
- OOPARTS Vol.1「CUT」(脚本・演出：鈴井貴之)

2011年
- NO LINE 旗揚げ公演「Lupin the 4th」（脚本・演出：NO LINE）
- イレブン☆ナイン「プラセボ/アレルギー」（脚本・演出：納谷真大）

2012年
- NO LINE 第2回公演「サムライゲール」（脚本・演出：青木吾朗）
- 教育文化会館演劇フェスティバル「ごちそうさまでした」（脚本・演出：竹原圭一）

2013年
- NO LINE 第3回公演「情熱」（脚本・演出：青木吾朗）
- NEXTAGE 第1回公演「MYSTAGE」（脚本・演出：福島カツジゲ）
- 劇団パーソンズ「私たちの賞味期限」（脚本・演出：畠山由貴）

2014年
- NEXTAGE 第2回公演「DIP!」（脚本・演出：菅野公）
- 札幌演劇シーズン2014夏 苗穂聖ロイヤル歌劇団「夜明け前」 (脚本・演出 川尻恵太）
- パインソー 11th「NamuH」(2015年、脚本：川尻恵太・演出：山田マサル）

2015年
- NEXTAGE 第3回公演「LaundryRoom No.5」（脚本・演出：川尻恵太）
- 札幌演劇シーズン2015夏 パインソー「フリッピング」（脚本：川尻恵太・演出：山田マサル）
- 教文短編演劇フェス 星くずロンリネス「本命キラー」（脚本・演出：上田龍成）
- 劇劇団竹「なまぬるい沼」（脚本・演出：竹林林重郎）
- MAM「PROOF-証明-」（演出：増澤ノゾム）

2016年
- 劇団イナダ組「oi」（脚本・演出：イナダ）
- 空飛ぶ猫☆魂「8月のウィークエンド・プロフェシー」（脚本・演出：西永貴文）

2017年
- 劇団イナダ組「シャケと爺と駅と」（脚本・演出：イナダ）
- メロトゲニ page.1「ちょっとそこらの、マドリー」（脚本・演出：村田こけし）

2018年
- メロトゲニpage.2「リトル・エスパーティ」（脚本・演出：村田こけし）
- メロトゲニpage.3「苦いアーモンドのかじり方。」（脚本・演出：村田こけし）

2019年
- メロトゲニpage.4「レジャー・ド・ホテル」（脚本・演出：村田こけし）
- メロトゲニpage.5「こぼれた街と、朝の果て〜その偏愛と考察〜」（脚本・演出：村田こけし）

2022年
- メロトゲニ 7 days challenge「さっきの話をしてたら僕ら、いつしか未来の話をしてた」 （脚本・演出：村田こけし）

### ドラマ
- NHK「極北ラプソディ」（2013年）
- テレビ東京「不便な便利屋」（2015年、監督：鈴井貴之）
- NHK「農業女子“はらぺ娘”」（2015年）

### 映画
- 「NORIN TEN」（2015年、監督：稲塚秀孝）

### バララエティ・情報番組
- J:COM「雪像ミュージアム」（2013年）
- NHK札幌「北海道発掘バラエティ ホリホリX」（2013年）
- UHB「Wrapping Love」（2013年）
- J:COM「雪像ミュージアム」（2014年）
- UHB「最新女子へのおもてなしマップ〜旭川編〜」（2014年）
- UHB「最新女子へのおもてなしマップ〜帯広編〜」（2014年）
- チバテレ「白黒アンジャッシュ」札幌編ナビゲーター（2014年、2015年）
- HTB「ハナタレナックス」（2015年）

### ラジオ
- AIR-Gʼ「鈴井貴之 ラジヲの時間」（2013年4月〜2016年3月）
- HBCラジオ「森崎博之のジャンジャンジャンプ！」（2014年1月〜2016年3月）

## 資格・検定
- 小学校教諭一種免許 [11]
- 中学校教諭一種免許（社会科）[12]
- 北海道フードマイスター [13]
- 北海道観光マスター [14]
- 札幌シティガイド [15]